# Humberto Solano
Humberto Francisco Agustin Solano Sánchez (* 9. Dezember 1944 in San José (Costa Rica); † 18. Juni 2010 in Guadalupe (Costa Rica)) war ein Radrennfahrer aus Costa Rica.

## Sportliche Laufbahn
Solano war im Straßenradsport aktiv. Er war Teilnehmer der Olympischen Sommerspiele 1968 in Mexiko-Stadt.
Das olympische Straßenrennen beendete er nicht.

## Familiäres
Sein Bruder Adrián Solano war ebenfalls Radrennfahrer und Olympiateilnehmer.